# ترسا بریک
ترسا بریک (انگلیسی: Theresa Brick؛ زادهٔ ۴ مهٔ ۱۹۶۵) وزنه‌بردار اهل کانادا بود.